# Ваккерсдорф
Ваккерсдорф (нім. Wackersdorf) — громада в Німеччині, розташована в землі Баварія. Підпорядковується адміністративному округу Верхній Пфальц. Входить до складу району Швандорф. Центр об'єднання громад Ваккерсдорф.
Площа — 33,56 км2. Населення становить 5371 ос. (станом на 31 грудня 2020).

## Галерея

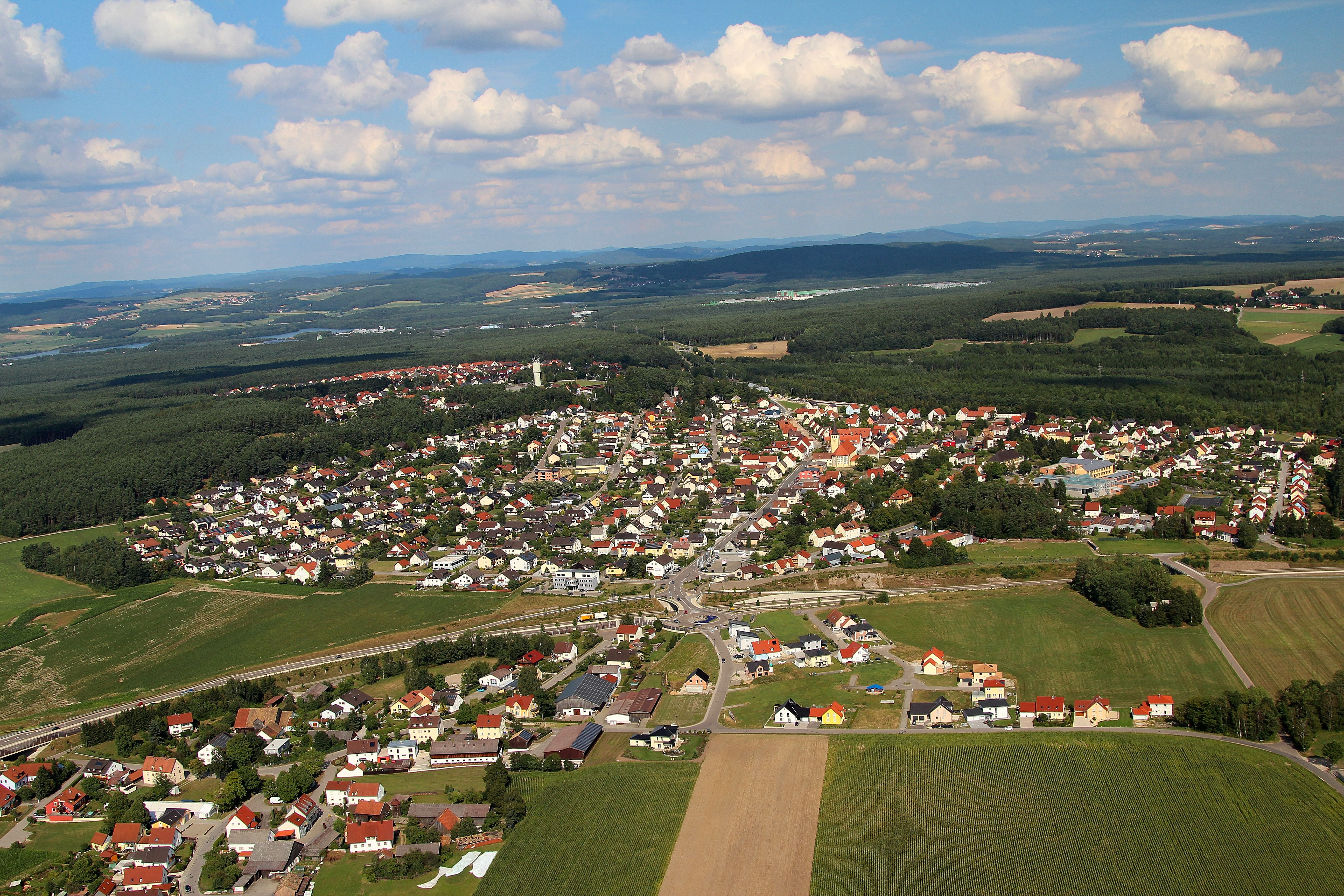
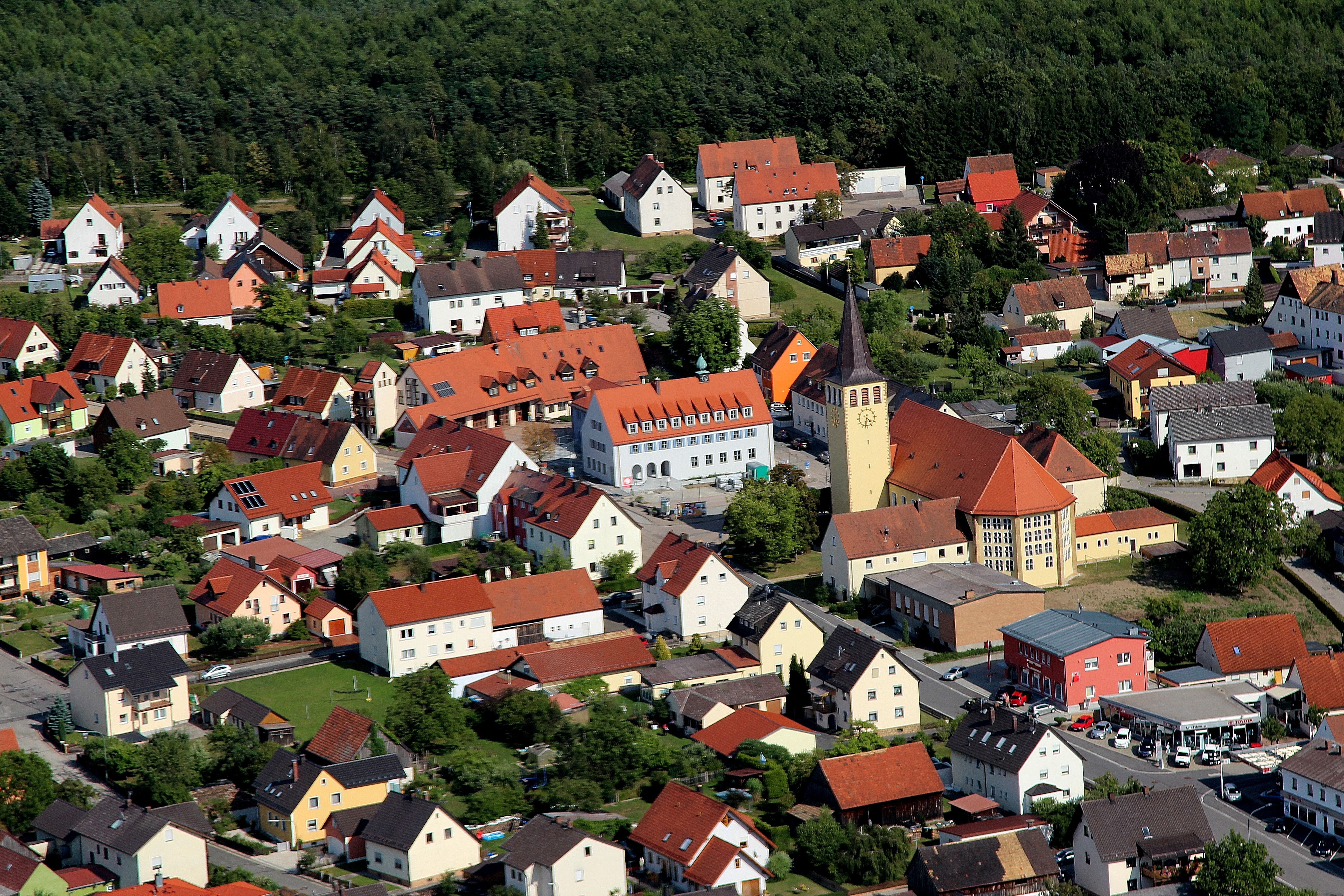